# Benjamin Cluff
Benjamin Cluff Jr. (7 de fevereiro de 1858 - 16 de junho de 1948) foi o primeiro presidente da Universidade Brigham Young e o terceiro diretor da escola. Sob sua administração, o corpo discente e o corpo docente mais que dobraram de tamanho, e a escola passou de uma academia para uma universidade e foi oficialmente incorporada pela Igreja de Jesus Cristo dos Santos dos Últimos Dias. Cluff mudou de classe de meia hora para uma hora inteira, adotou as cores oficiais da universidade, começou a escola de verão e a Associação de Ex-Alunos, encorajou o primeiro jornal estudantil da universidade (Branco e Azul), forneceu os primeiros empréstimos estudantis e desenvolveu um sistema esportivo intercolegial.:188

## Vida pregressa
Benjamin Cluff nasceu em Provo e nasceu em 1858, filho de Benjamin Sr. e Mary Ellen Foster Cluff. Quando tinha 4 anos, sua família mudou-se para Logan, Utah. Eles então se mudaram para o Havaí quando Cluff tinha 7 anos porque seu pai estava servindo em uma missão lá. A família trabalhava em uma plantação da igreja para o algodão e cana-de-açúcar. Eles voltaram para Utah em 1870.:213  Cluff depois viveu em Coalville, Utah com seu tio, onde se tornou bibliotecário da cidade aos 17 anos por causa de seu amor pela leitura.:29
Em 1877, ele andou 67 milhas de Coalsville para Provo, a fim de iniciar seus estudos na Academia Brigham Young, onde estudou no Departamento Normal. Quando começou a estudar, trabalhou como zelador, mas depois de um ano tornou-se instrutor no Departamento de Primária da Brigham Young Academy.:213  Em seguida, ele foi em uma missão de 3 anos para a Igreja de Jesus Cristo dos Santos dos Últimos Dias para as ilhas havaianas em 1879. Em 1882 ele voltou a ensinar na Academia, ensinando tudo, desde a linguagem até a contabilidade. Ele também ajudou a brigada de incêndio em Provo quando o Edifício Lewis, que era o local original da Brigham Young Academy, pegou fogo.:29
Em 1886, ele recebeu aprovação para uma licença para ir para a Universidade de Michigan e foi designado para estudar lá por John W. Taylor. Enquanto estudava em Michigan, Cluff juntou-se a uma organização estudantil de prestígio chamada Adelphi Society. Trabalhou em estreita colaboração com professores das áreas de astronomia e engenharia e tornou-se amigo de James Burrill Angell, presidente da universidade.:214–215  Cluff recebeu seu diploma de bacharel da Universidade de Michigan em 1890.:29  Ele também serviu como presidente do Ramo Ann Arbor da igreja SUD enquanto esteve lá. Na época em que ele partiu para a Universidade de Michigan, Cluff tinha duas esposas, Mary, a filha de David John e Harriet "Hattie" Cullimore.  

## Diretor da Brigham Young Academy
Depois de receber seu diploma, Cluff retornou à Brigham Young Academy e tornou-se o diretor assistente.:29 Embora a Diretoria tenha votado unanimemente para tornar o diretor assistente da Cluff, grande parte do corpo docente da Academia estava apreensiva por causa dos laços de Cluff com a educação no Oriente e sua desconfiança nas influências orientais na Academia.:216  Quando Karl G. Maeser, o diretor interino da Academia, retornou de uma longa viagem, ele descobriu que muitos dos assuntos da Academia, especialmente assuntos financeiros, estavam em desordem e por causa da reação de Maeser, Cluff renunciou. como assistente principal. Alguns meses depois, o conselho rejeitou a renúncia de Cluff. No final de 1891, Karl G. Maeser teve que ser substituído como diretor da Brigham Young Academy porque tinha sido chamado para supervisionar todo o programa de educação SUD como Superintendente das Escolas da Igreja, e era incapaz de fazer ambos os trabalhos.:218

### Universidade da Igreja
Em 4 de janeiro de 1892, o cargo principal da Academia Brigham Young foi passado de Maeser para Cluff. Isso ocorreu no mesmo dia em que aproximadamente mil pessoas se reuniram para a dedicação do novo prédio da Academia. Depois de se tornar principal, havia muitos assuntos urgentes que Cluff tinha que resolver. Um desses assuntos era a proposta de formação de uma universidade SUD em Salt Lake City. Muitos temiam que isso afetasse a Academia, tirando alguns de seus professores mais prestigiados, incluindo Cluff, a quem foi oferecida uma posição lá. Felizmente para a Academia, Cluff não foi para o LDS College.:224 Quando o Número Circular Eight, um documento que restringia o direito das escolas SUD existentes para centralizar a nova Universidade da Igreja, foi criado pela Junta Geral de Educação, Cluff e outros líderes de importantes escolas eclesiásticas, tentou combater contra certas disposições do documento. Uma provisão que Cluff temia era a restrição de que as escolas da igreja, além da nova Universidade da Igreja, dessem diplomas a seus alunos.:226
Embora os líderes das principais escolas SUD estivessem apreensivos sobre a ideia de criar uma Universidade da Igreja, muitos dos mais prestigiosos desses educadores foram chamados para serem membros do comitê encarregado da responsabilidade de organizar a nova Universidade da Igreja. Junto com Cluff, o comitê era formado por Karl G. Maeser e James E. Talmage, da Academia, além de James Sharp e Willard Young. No dia seguinte, o comitê propôs que a nova universidade fosse chamada de "Universidade da Igreja de Jesus Cristo dos Santos dos Últimos Dias" ou "Universidade da Igreja". Depois de questões financeiras nacionais, a liderança da igreja decidiu suspender quaisquer novos esforços para criar a Universidade da Igreja e deu seu apoio à Universidade de Utah em Salt Lake City.:230–232 Após contínuas lutas financeiras, a Academia conseguiu permanecer aberta, mas por causa da morte de Abraham O. Smoot, que foi um generoso benfeitor da Academia, as dificuldades financeiras duraram mais do que outros períodos de desafios financeiros.:239
Em 1893, Cluff voltou para a Universidade de Michigan para trabalhar em um mestrado e deixou George H. Brimhall como presidente interino.:29

### Mudanças sob Cluff
Os métodos de Cluff como principais foram descritos como quase opostos aos de Maeser. Maeser foi insular e conservador em seus métodos de ensino. Ele manteve seus ensinamentos dentro do mundo SUD e aderiu aos padrões clássicos de educação. Cluff estava mais aberto a novas idéias e métodos. Ele também acreditava que o mundo fora do mormonismo tinha muito a oferecer à escola.:218 Cluff frequentemente se referia ao seu tempo como administrador da Academia como a "Nova Época", porque seu compromisso com a excelência acadêmica e seu lema "aprendem a fazer fazendo".:260 No início do mandato de Cluff, a administração continuou a aplicar estritamente as regras da Academia como a administração Maeser havia feito, mas ao longo do tempo Cluff ajudou a Academia a transferir esse poder para os próprios estudantes. Isso ajudou a estabelecer uma atmosfera de disciplina e responsabilidade mantida pelos alunos por meio do autogoverno.:279
Antes do cargo de diretor de Cluff, a Academia Brigham Young ainda se parecia mais com uma escola de ensino médio do que com uma universidade. Cluff, no entanto, começou a implementar várias mudanças na escola de acordo com suas experiências em Michigan. Ele começou a separação do colégio da escola secundária, dando aos alunos mais velhos acesso a materiais de nível superior.:29 O Departamento de Colégio da Brigham Young Academy foi oficialmente estabelecido em 1896 e foi uma extensão dos cursos de nível universitário que Cluff ensinava desde que se tornara diretor.:265 Ele também introduziu um programa de atletismo, que incluiu beisebol, futebol e atletismo. O programa de futebol foi rapidamente fechado pelo Conselho de Administração porque muitas faculdades nessa época desaprovavam os programas de atletismo e porque o esporte era uma "abominação para o espírito".:282–287 Cluff também ajudou a implementar muitos programas que estavam à frente de seu tempo, como adicionar um departamento militar, uma escola de verão, uma música escolar e aulas de psicologia. Ele também ampliou a duração da aula de 30 minutos para blocos de uma hora.:29 A escola era privada de apoio de membros da comunidade, e não foi absorvida e patrocinada oficialmente pela Igreja SUD até 18 de julho de 1896.
Por volta de 1894, Cluff estava achando cada vez mais difícil encontrar professores qualificados que estivessem dispostos a receber o salário que a Academia podia lhes oferecer. Outro problema recorrente foi a retenção de professores da Academia por causa de missões da igreja que exigiam que os instrutores deixassem seus trabalhos de professor e dedicasse todas as suas energias aos seus esforços missionários. Nesse mesmo ano, Cluff conseguiu contratar um punhado de professores não mórmons depois de muita resistência de Maeser e Brigham Young Jr.:258 Embora contratar professores fora da comunidade mórmon fosse o trabalho de Cluff, ele também viu a importância do treinamento. professores de alta qualidade dentro da comunidade mórmon. Para atingir esse objetivo, Cluff iniciou uma "Escola de Treinamento Normal", que oferecia aulas gratuitas para os alunos interessados em ensinar. Este enfoque provou ser bem sucedido, e a escola normal forneceu professores experientes e qualificados para as escolas da região.:263–264
Em maio de 1898, o College Hall foi construído com o objetivo de oferecer mais espaço para os alunos da divisão superior do Departamento Colegiado da Academia. Mesmo com o espaço adicional, muitos alunos da Academia ficaram limitados devido ao aumento contínuo de matrículas.:267 A escola continuou a ter sucesso com a dedicação e abertura da Escola de Verão anual da Brigham Young Academy.:268 Outra iniciativa bem-sucedida que Cluff sugeriu foi a implementação de um Programa de Treinamento Missionário em 1899 para os futuros missionários da igreja SUD.:271

### Expedição para a América Central e do Sul
Em 1899, Cluff esboçou sua proposta de levar estudantes da Academia em uma expedição às antigas ruínas do Livro de Mórmon e completar outros estudos históricos relacionados na América Central e na América do Sul. A liderança da igreja aprovou os planos de Cluff e ele começou a se preparar para a viagem. Ele tinha que selecionar os homens que o acompanhariam, obtendo financiamento necessário e organizando melhor os estudos que aconteceriam durante a expedição.:291 Os homens que faziam parte da expedição foram separados em 7 de abril de 1900 e 10 dias depois eles embarcaram em sua expedição, deixando George Brimhall como diretor interino da Academia. Enquanto viajavam pelo sul de Utah, durante os primeiros 16 dias da jornada, encontraram festas e celebrações em muitas das cidades em que entraram.:294 Depois de deixar predominantemente as áreas mórmons, os membros da expedição começaram a sair em pares para atuar como missionários nas cidades pelas quais passaram. A expedição parou em Thatcher Arizona por um mês, enquanto Cluff foi visitar Florence Reynolds, que era professora na Academia Juarez nas Colônias Mórmons no México e se tornaria a segunda esposa de Cluff.:309 Os jovens da empresa estavam ficando inquietos por causa do atraso significativo em sua jornada, e depois de sua espera de um mês, eles seguiram para a fronteira mexicana e começaram a se familiarizar com a cultura mexicana.:304–306
Heber J. Grant foi e visitou o acampamento de expedição que havia parado em Nogales, na fronteira do México. Depois que ele retornou a Utah para relatar suas descobertas, a Primeira Presidência e o Quórum dos Doze Apóstolos decidiram que, porque os membros da expedição não eram viajantes bem-experientes e não estavam demonstrando estar completamente de acordo com as regras que aprenderam na Academia., uma carta foi enviada a Joseph F. Smith. Ele se encontrou com Cluff e expressou a preocupação da liderança da igreja e recomendou o término da viagem. Mesmo quando lhe disseram para cessar o empreendimento, Cluff ignorou esse conselho e prosseguiu com a jornada.:308 Embora Cluff decidisse continuar, alguns membros de sua expedição decidiram retornar a Provo, restando apenas 9 membros da expedição, incluindo Cluff.:311 Eles passaram por muitos assentamentos mórmons no México e tiveram muitas dificuldades, incluindo fome, doença e fadiga. Depois de quase dois anos de viagem, a expedição ficou sem suprimentos, teve problemas para garantir a passagem segura pela Colômbia e foi forçada a voltar atrás. Cluff finalmente retornou à sua posição em 1904, mas foi acusado de várias impropriedades, incluindo imoralidade sexual por seu assistente Walter Wolfe. Cluff foi forçado a renunciar.:323 As acusações de imoralidade decorreram de um casamento pós-manifesto entre Cluff e Florence Mary Reynolds, de 25 anos, realizado no México. Cluff obteve permissão para o casamento de Joseph F. Smith.

### Fundação da Universidade Brigham Young
No último ato oficial de Cluff, ele propôs ao Conselho que a Academia fosse nomeada "Universidade Brigham Young". No começo, havia uma grande quantidade de oposição a isso. Muitos membros do Conselho achavam que a escola não era grande o suficiente para ser uma universidade. No entanto, a decisão acabou por passar. Um adversário da decisão, Anthon H. Lund, disse mais tarde: "Espero que a cabeça deles cresça o suficiente para o chapéu".
Hoje, o Edifício Cluff, no campus Provo da BYU, é nomeado em sua homenagem.

## Vida mais tarde
Depois de renunciar em 1903, Cluff se mudou para o México para estabelecer uma plantação de seringueiras e mais uma vez teve problemas no México. Em um ponto ele foi mantido por bandidos por 2 semanas e durante sua ausência sua família foi roubada.:29  Ele trabalhou com mogno e embarcou um pouco de madeira para a Califórnia, o que o levou a decidir mudar sua família para a Califórnia, onde abriu uma mercearia e posto de gasolina. Ele morreu em 16 de junho de 1948 com a idade de 90 anos.:29

## Vida familiar
Cluff era marido de três esposas e teve 25 filhos. :29